# Brent Leach
Brent Allen Leach (né le 18 novembre 1982 à Flowood, Mississippi, États-Unis) est un lanceur gaucher de baseball qui a évolué dans les Ligues majeures en 2009 avec les Dodgers de Los Angeles. Il s'aligne en 2011 avec les Yokohama BayStars, une équipe japonaise de la NPB. Depuis 2013, il joue en ligues mineures avec des clubs affiliés aux Brewers de Milwaukee.

## Carrière
Brent Leach est le choix du 6e tour des Dodgers de Los Angeles en 2005. Il débute dans les majeures le 6 mai 2009. À sa première saison dans les grandes ligues, il lance 20,1 manches en 38 parties comme lanceur de relève. Il totalise 19 retraits sur des prises et affiche une moyenne de points mérités de 5,75. Il remporte ses deux décisions, méritant sa première victoire en carrière le 20 mai contre les Mets de New York.
Libéré par les Dodgers de Los Angeles après la saison de baseball 2010, Leach prend le chemin du Japon où il rejoint les Yokohama BayStars de la NPB. En 8 départs pour les BayStars en 2011, il remporte une victoire mais encaisse 7 défaites et sa moyenne de points mérités s'élève à 5,95.
Après une saison (2011) au Japon, Leach joue en ligues mineures en 2012 dans l'organisation des Dodgers de Los Angeles et des Braves d'Atlanta.
Il joue dans les mineures avec des clubs affiliés aux Brewers de Milwaukee en 2013 et 2014 et est remis sous contrat pour 2015.